# Brachyclados caespitosus
Brachyclados caespitosus là một loài thực vật có hoa trong họ Cúc. Loài này được (Phil.) Speg. mô tả khoa học đầu tiên năm 1902.